# Advieh

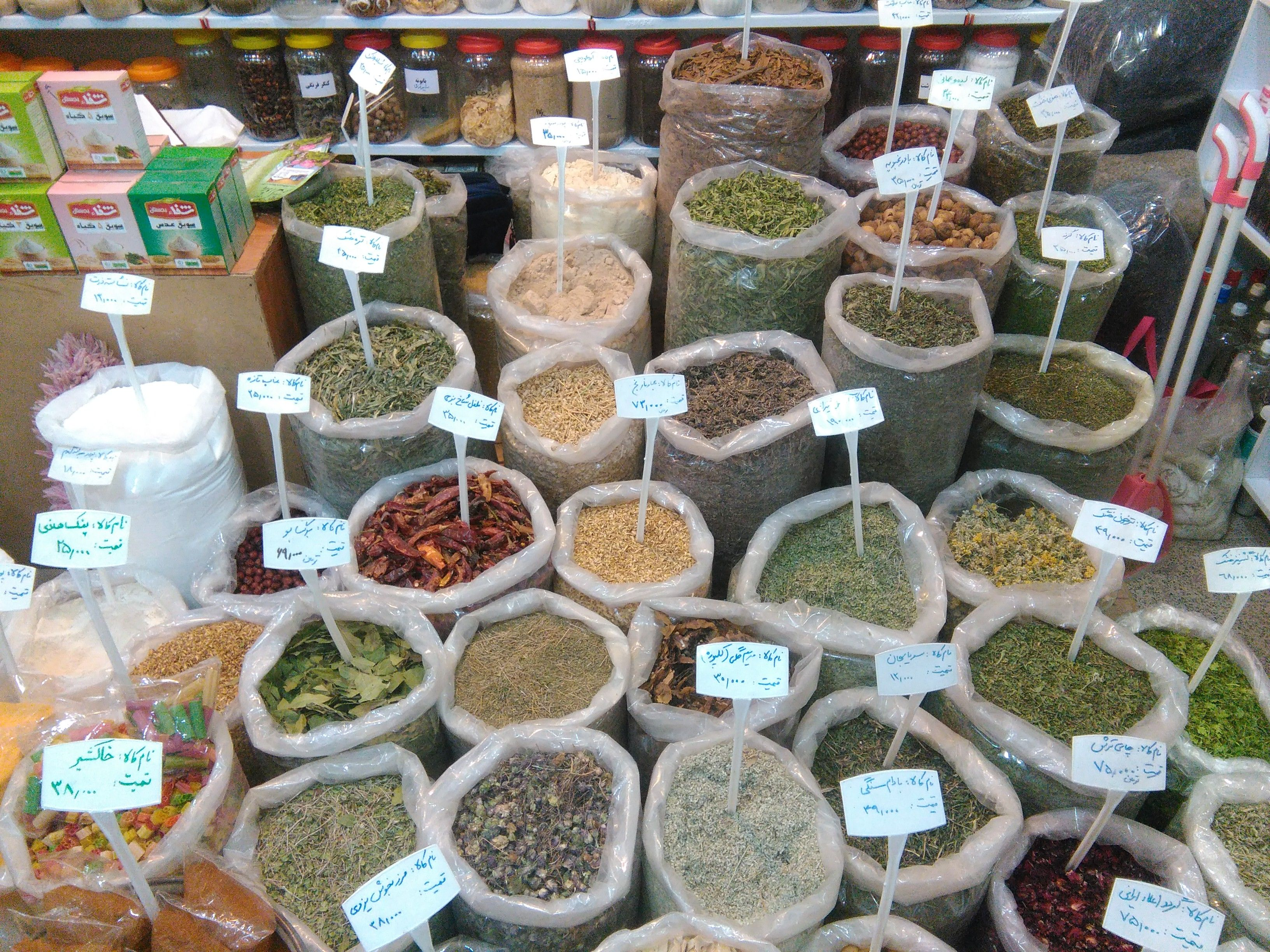
Gewürze und Kräuter in einem Fachgeschäft in Isfahan

Advieh (persisch ادویه adwiya, ‚Gewürze‘, von arabisch أَدْوِيَة ʾadwiya ‚Heilmittel‘, ‚Arzneien‘, arabisch Singular dawāʾ)  ist eine Gewürzmischung in der persischen Küche. Die Bestandteile der Mischung variieren je nach Region.
Zu den gängigen Zutaten gehören getrocknete Rosenblätter, Zimt, Kardamom und Kumin. Weiterhin können Kurkuma, Gewürznelke, Ingwer, Golpar, Safran, Muskatnuss, Schwarzer Pfeffer, Koriander und Sesam ergänzt werden. Das Gewürz wird für die Zubereitung unterschiedlicher Reisgerichte (Pilaw), Fleischsaucen (Khoresht) und Fleischgerichte verwendet.
Ähnliche Würzmischungen in Indien heißen Masala.